# 다산새봄중학교
다산새봄중학교는 대한민국 경기도 남양주시에 있는 공립 중학교이다.

## 연혁
- 2022년 3월 2일 : 개교